# Заливные луга Замбези
Заливные луга Замбези — разделённый на участки экологический регион. Находится в следующих странах: Ангола, Ботсвана, Демократическая Республика Конго, Замбия, Малави, Мозамбик, Намибия, и Танзания. Статус сохранности экорегиона оценивается как стабильный.
В геологическом отношении экорегион в основном состоит из докембрийских гранитов, песчаников и серпентинов.

## Климат
Климат тропический, сезонный. Большая часть осадков приходится на жаркие летние месяцы с ноября по март на юге экорегиона и с ноября до конца мая на севере. Суровые засухи, длящиеся до 7 месяцев, отмечают прохладный сезон. Средняя максимальная температура составляет от 18 °C до 27 °C, в зависимости от высоты, средняя минимальная температура колеблется от 9 °C до 18 °C. Различия в количестве осадков довольно велики: в озере Бангвеулу годовое количество осадков превышает 1400 мм, в то время как для реки Окаванго в Ботсване характерны от 450 мм до 600 мм в год.

## Флора и фауна
Экорегион попадает центр эндемизма растений. На большинстве водно-болотных угодий преобладают травы из родов ежовник, леерсия, рис, тростник, рогоз и Vossia, а также вид папирус. Распространена водная растительность. На некоторых заболоченных территориях экорегиона встречается галофитная растительность.
В экорегионе довольно мало эндемичных видов животных, но существует высокий уровень видового богатства. К примеру, в экорегионе нет эндемичных млекопитающих, однако он поддерживает их огромное видовое богатство, включая огромные стада крупных млекопитающих, совершающих некоторые сезонные миграции.
Хотя многие млекопитающие общие для всего экорегиона, разобщённая природа затопляемых пастбищ привела к довольно разному составу видов. Например, личи, топи и ситатунга преобладают в бассейне озера Бангвеулу. Подобные закономерности существуют и для хищников. К крупным хищникам относятся львы, леопарды, гепарды, пятнистые гиены и гиеновидные собаки. Более мелкие хищники включают водяного мангуста, капскую бескоготную выдру и белогорлую выдру.
Многие копытные, населяющие экорегион, сезонно перемещаются по пойме в ответ на колебания воды. Топи, обитающие в основном на сезонно затопляемых лугах, в засушливое время года уходят на возвышенности. Голубой гну и ориби также встречаются на обширных поймах, хотя ориби предпочитают менее заболоченные территории. Обыкновенный водяной козёл, пуку, большой редунка и ситатунга также являются обычными обитателями пойм, но, как правило, предпочитают тростниковые заросли или более лесную растительность на окраинах пойм. Большой куду, конгони, импала, чёрная антилопа и лошадиная антилопа встречаются в меньшем количестве, предпочитая лесные окраины затопляемых пастбищ. Другие травоядные, которых привлекают зелёные пастбища, включают саванного слона, бурчеллову зебру и канну.
Экорегион поддерживает большое разнообразие орнитофауны и обеспечивает среду обитания для ряда птиц. В сезон дождей в экорегионе собирается большое количество водоплавающих птиц. Среди эндемиков имеется лишь 1 строгий эндемик — Ploceus burnieri, две другие птицы являются почти эндемичными. Среди птиц, находящихся под угрозой исчезновения, в экорегионе встречается цапля Egretta vinaceigula, серёжчатый журавль, коростель, степная пустельга, дупель и китоглав.
Среди рептилий видовое богатство и эндемичность не особенно высоки, в экорегионе есть только два строго эндемичных вида: жаба Bufo reesi и змея Crotaphpeltis barotseensis. Нильский крокодил и африканский узкорылый крокодил обычны в некоторых поймах экорегиона.

## Состояние экорегиона
На многих водно-болотных угодьях экорегиона есть участки с относительно нетронутой средой обитания. Шесть водно-болотных угодий определены как охраняемые территории. Национальные парки Лочинвар и Блу-Лагун считаются ключевыми местами обитания находящихся под угрозой исчезновения антилоп в Африке к югу от Сахары.
Большая часть территории, составляющей экорегион, попадает в районы, поражаемые мухой цеце, которые поражают как домашний скот, так и людей. Этим объясняется низкая общая численность населения в регионе. 75 % от всего человеческого населения в экорегионе занимается сельским хозяйством.
Низкое население в экорегионе и создание охраняемых территорий обеспечили сохранение многих естественный местообитаний. Однако в будущем экорегион может столкнуться с проблемами: увеличение расчистки земель, вырубка, браконьерство, загрязнение, сельское хозяйство, пожары и др.
Несмотря на то, что большая часть экорегиона состоит из лугов, вырубка всё равно оказывает значительное влияние. Кроме того, это сокращает среду обитания для многих млекопитающих. Браконьерство и незаконная охота продолжаются и усугубляют проблемы в некоторых областях. Это угрожает многим популяциям млекопитающих на водно=болотных угодьях. Всё большую озабоченность вызывает чрезмерный вылов рыбы. Вблизи городских центров, где промышленные отходы бесконтрольно попадают в водосборные бассейны, биоразнообразие и целостность многих водно-болотных угодий подвергаются угрозе. Другую значительную угрозу представляет изменение частоты и количества осадков.

## Провинции, полностью или частично находящиеся в экорегионе
- Ангола: Квандо-Кубанго, Мошико;
- Ботсвана: Северо-Западный округ;
- Демократическая Республика Конго: Верхняя Катанга;
- Замбия: все провинции страны;
- Малави: Зомба, Мачинга, Фаломбе;
- Мозамбик: Замбезия, Ньяса;
- Намибия: Восточное Каванго, Замбези;
- Танзания: Кигома, Морогоро, Руква, Рувума, Симию, Сингида, Табора, Шиньянга.